# Odznaka Krajoznawcza „Wędrówki Dookoła Wrocławia”

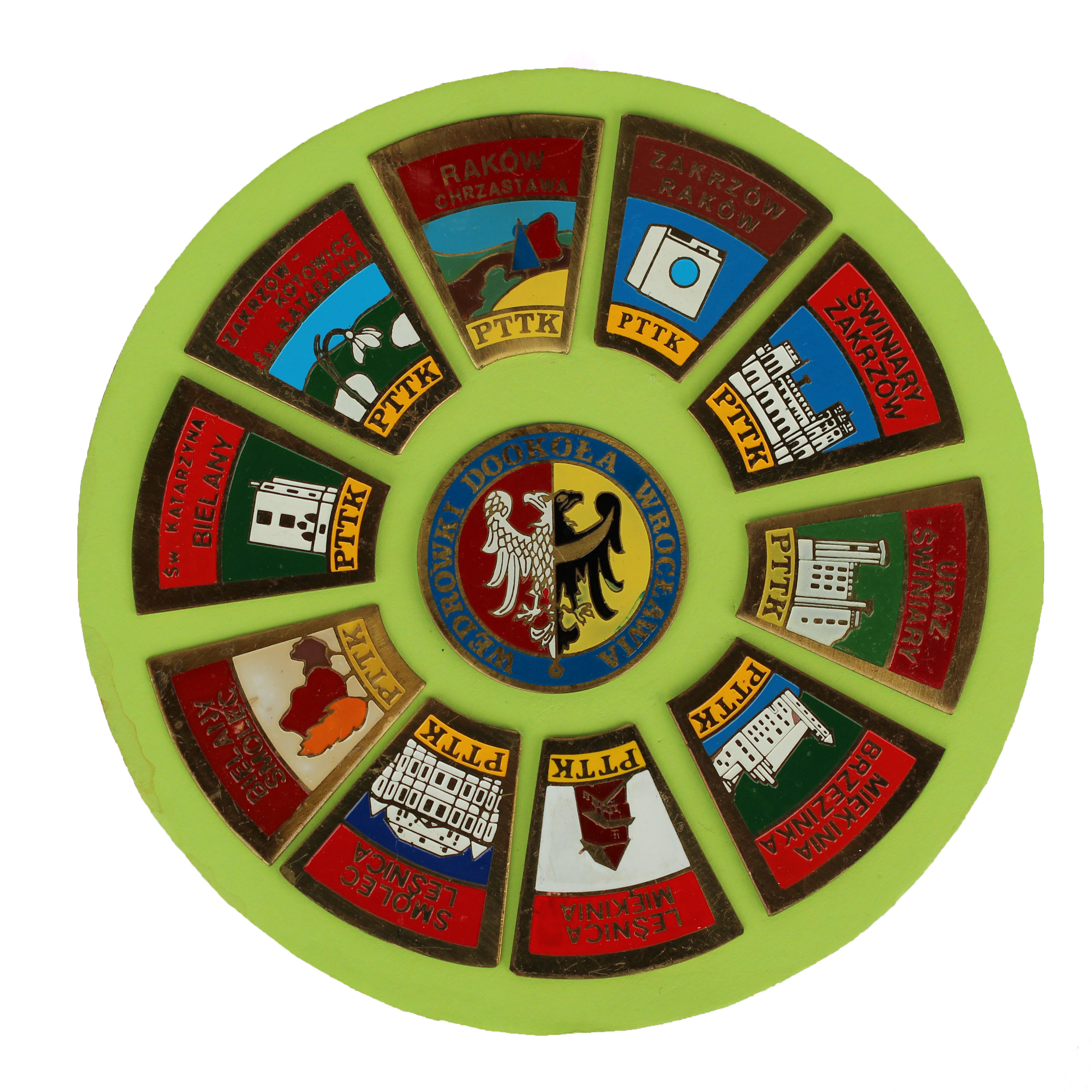
Odznaka Krajoznawcza „Wędrówki Dookoła Wrocławia”

Odznaka Krajoznawcza „Wędrówki Dookoła Wrocławia” – odznaka turystyczna ustanowiona w 1987, promująca  szlak dookoła Wrocławia im. doktora Bronisława Turonia.

## Historia odznaki
Odznaka została ustanowiona w dniu 19.03.1987 uchwałą Zarządu Polskiego Towarzystwa Turystyczno-Krajoznawczego (PTTK) we Wrocławiu. Regulamin opracowali Bogusław Modelski, Marek Szot i Mieczysław Zandberg. Oznaka została zaprojektowana przez działaczy Oddziału PTTK Wrocław Fabryczna i członków Szkolnego Koła Krajoznawczo-Turystycznego (SKKT) przy Szkole Podstawowej nr 113 we Wrocławiu, a projekt zrealizowany przez Marię May-Majewską, Marię Modelską i Wandę Hass. Po raz pierwszy została zdobyta w 1990 przez Ryszarda Stręka.

## Zasady zdobywania
Odznaka jest zdobywana na  szlaku dookoła Wrocławia im. doktora Bronisława Turonia, podczas wycieczek pieszych, przez osoby powyżej 4 roku życia. Podczas jednej wycieczki może zostać przebyty tylko jeden odcinek szlaku. Przebycie każdego odcinka powinno być potwierdzone w specjalnej opracowanej karcie potwierdzeń, zgodnie z regulaminem Odznaki Turystyki Pieszej.

## Odznaka
Odznaka składa się z 10 elementów odpowiadających odcinkom szlaku oraz elementu łącznikowego na którym znajduje się w otoku napis „WĘDRÓWKI DOOKOŁA WROCŁAWIA” oraz herb Wrocławia.
| Numer etapu        | Odległość [km] | Miejscowość początkowa | Miejscowość końcowa | Odznaka cząstkowa |
| ------------------ | -------------- | ---------------------- | ------------------- | ----------------- |
| 1                  | 14             | Wrocław-Leśnica        | Miękinia            |                   |
| 2                  | 10             | Miękinia               | Brzezinka Średzka   |                   |
| 3                  | 15             | Uraz                   | Wrocław-Świniary    |                   |
| 4                  | 15             | Wrocław-Świniary       | Wrocław-Zakrzów     |                   |
| 5                  | 15             | Wrocław-Zakrzów        | Raków               |                   |
| 6                  | 15             | Raków                  | Chrząstawa Wielka   |                   |
| 7                  | 10             | Zakrzów Kotowice PKP   | Święta Katarzyna    |                   |
| 8                  | 14             | Święta Katarzyna       | Bielany Wrocławskie |                   |
| 9                  | 15             | Bielany Wrocławskie    | Smolec              |                   |
| 10                 | 12             | Smolec                 | Wrocław-Leśnica     |                   |
| element łącznikowy | 141            | Wrocław-Leśnica        | Wrocław-Leśnica     |                   |